# Strada statale 48 bis delle Dolomiti
La strada statale 48 bis delle Dolomiti (SS 48 bis), in Veneto strada provinciale 49 di Misurina (SP 49), è una strada statale e provinciale italiana.

## Percorso
Inizia dalla declassata strada statale 48 delle Dolomiti, quand'essa è in prossimità del passo Tre Croci.
Corre sul versante ovest del lago di Misurina nell'omonima frazione di Auronzo. In questa località si dirama la strada a pedaggio che porta al rifugio Auronzo delle Tre Cime di Lavaredo.
Attraversata Misurina, la strada esce dalla provincia di Belluno ed entra in Trentino-Alto Adige, dove termina innestandosi sulla strada statale 51 di Alemagna a Carbonin.